# Pioneer One
Pioneer One to serial stworzony przez niezależnych twórców, przeznaczony do emisji w sieci. Powstaje tylko dzięki darowiznom od widzów, jednak już pierwsze dwa tygodnie wyświetlania pokazały, że stał się przebojem. W tym czasie został pobrany przez ok. 500 000 internautów. Dotychczas autorzy zebrali fundusze na sześć odcinków sezonu pierwszego. Serial jest rozpowszechniany przez sieć torrentową VODO.net. Polską wersję językową w postaci napisów dialogowych przygotowała Grupa Hatak.

## Fabuła
W pilotowym odcinku rozpoczyna się dochodzenie w sprawie naruszenia przestrzeni powietrznej Stanów Zjednoczonych przez niezidentyfikowany statek powietrzny, który skaził radioaktywnie duży obszar ziemi i rozbił się w okolicach Edmonton w Kanadzie. Po dotarciu na miejsce katastrofy, agenci Biura Bezpieczeństwa Narodowego odkrywają, że to stara radziecka kapsuła kosmiczna mająca pasażera na pokładzie. Podczas przeszukiwania wraku dowiadują się szokujących rzeczy...

## Twórcy serialu
- Reżyseria – Bracey Smith
- Scenariusz – Josh Bernhard

## Lista odcinków
| Nr. odcinka | Tytuł odcinka        |
| ----------- | -------------------- |
| 01          | Earthfall (Pilot)    |
| 02          | The Man From Mars    |
| 03          | Alone in the Night   |
| 04          | Triangular Diplomacy |
| 05          | Sea Change           |
| 06          | War of the World     |